# Голяма черноглава чайка
Голямата черноглава чайка (Ichthyaetus ichthyaetus) е вид птица от семейство Чайкови (Laridae).

## Разпространение
Голямата черноглава чайка е една от най-големите чайки, живеща в колонии сред блата и острови от южната част на Русия до Монголия. Тя е прелетна птица и зимува главно по бреговете на Каспийско море и по източните части на Средиземно море, Арабия и Индия, среща се и на островите на езерото Чани.
Среща се и в България

## Описание
Тялото и е бяло, главата блестящо черна, гърба и крилата са пепелно сиви. Крилете завършват с черна ивица при самия край. Клюнът е оранжев с черна ивица малко преди края му.

## Размножаване
Гнезди на земята, като снася от 2 до 4 яйца.